# Lumbiní
Lumbiní (v sanskrtu लुम्बिनी) je jedno ze čtyř hlavních buddhistických poutních míst. Podle tradice se zde narodil princ Siddhártha, který se později stal Buddhou Šákjamunim. Lumbiní leží na severu Indického subkontinentu v jižním Nepálu, 25 kilometrů východně od Kapilavastu. Jméno Lumbiní je odvozeno od Buddhovy babičky, matky královny Máji.
Když ve 3. století př. n. l. místo navštívil král Ašóka, nechal zde vztyčit sloup, který se dochoval až do současné doby. Z dalších staletí se o Lumbiní dochovaly cenné literární zprávy v dílech čínských poutníků Fa-siena a Süan-canga. Lumbiní však bylo postupně opouštěno a buddhistické památky počaly chátrat. V 15. století přivodil jeho definitivní zánik vpád Mughalů. Lumbiní bylo znovuobjeveno koncem 19. století, v následujících desetiletích zde proběhlo několik archeologických průzkumů. Od konce 70. let 20. století Lumbiní prochází rozsáhlou přestavbou, od roku 1997 je součástí světového dědictví UNESCO.

## Narození Buddhy

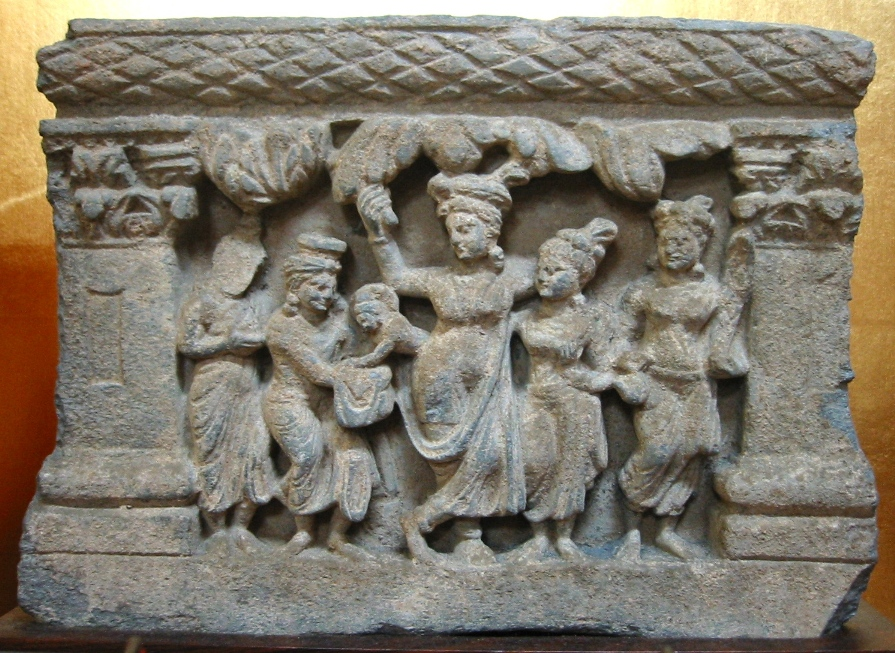
Reliéf zobrazující narození Buddhy (Gandhára, 2.–3. století)

Není jisté, kdy přesně se Buddha narodil. Často se uvádí roky 564/563 př. n. l., théravádová tradice jeho datum narození zasazuje až do roku 623 př. n. l. Za tradiční místo jeho narození bývá považováno Lumbiní, lze se však občas setkat s texty, kde je za místo Buddhova narození označováno Kapilvastu.
Tradiční podání praví, že než se Buddha narodil, zdálo se jeho matce královně Máji, že jí do lůna vstoupil bílý slon. Královští věštci vyložili tento sen jako znamení, že královna brzy porodí výjimečnou bytost, která se stane buď světovládcem (čakravartinem) nebo duchovním učitelem lidstva. Když uplynulo několik měsíců a Máji se blížil čas porodu, chtěla se se svým doprovodem vypravit do domu svých rodičů, aby tam porodila, jak bylo v tehdejší Indii zvykem.
Na cestě do Dévadahy se Mája zastavila v háji Lumbiní, kde brzy pocítila, že porod již nelze odkládat. Podle tradice podstoupila koupel ve zdejším umělém jezírku s terasovitými schody, přišla pod strom, chytla se jedné z jeho větví a z jejího pravého boku vyšlo dítě, princ Siddhártha. Princ ihned uměl chodit. Udělal sedm kroků do všech světových stran a na každém místě, kam šlápl, vyrostly lotosové květy. Prohlásil hlasem lva, že toto je jeho poslední zrození. Jeho zrození byli přítomní mnozí bohové včetně boha Indry, Brahmy a nágů. Mája se na to omyla ve zdejší řece zvané Olejová.
Buddha za svůj život navštívil Lumbiní ještě několikrát, po svém probuzení zde pronesl řeč, která vešla ve známost jako Dévadahasutta.

## Popis

Schematická mapa Lumbiní

Lumbiní se nachází na předhůří himálajského pohoří v dnešním jižním Nepálu, poblíž jeho hranice s Indií. Leží asi na půli cesty mezi městy Kapilavastu a Bhairawa. Areál Lumbiní je obdélníkového půdorysu, kratší strany jsou necelé 2 kilometry dlouhé, delší okolo 5 km. V jižní části se nachází posvátný háj kruhového tvaru, který tvoří jádro celého komplexu. V jeho střední části stojí pozůstatky chrámu královny Máji. Zbytky chrámu stojí na kamenném podstavci a je pravděpodobné, že na jeho místě se původně nacházel starší chrám či stúpa, které nechal vystavět Ašóka. Na stěnách chrámu se nachází basreliéfy s vyobrazeními ze života Buddhy, jejichž výstavbu financovali Mallové z dynastie Nágů, kteří zde vládli mezi 11.–15. stoletím. Uvnitř chrámu se nachází kámen, který má označovat přesné místo narození Buddhy. V posledních letech chrám prošel rekonstrukcí, znovuotevřen byl v roce 2003.
Vedle Májina chrámu směrem na jihozápad se nachází terasovité jezírko, ve kterém se Mája myla těsně před porodem. Těsně vedle něj stojí strom bódhi. Na západní straně chrámu královny Máji stojí Ašókův sloup s dosud čitelným nápisem:
| „                         | Když byl bohům milý milostivý král pokropen dvacet let, přišel sem a poklonil se, protože zde se narodil Buddha, mudrc z rodu Šákjů. /Ašóka/ tu dal postavit kamennou zeď a vztyčiti kamenný sloup. Protože se zde narodil Vznešený, byla ves Lumbiní osvobozena od daní a platí jen jednu osminu. | “ |
| — Nápis na Ašókově sloupu | |   |

Severně od těchto památek začíná vodní kanál dlouhý necelé dva kilometry. Na jeho jižním cípu je umístěn tzv. věčný plamen míru symbolizující světový mír. Po stranách vodního kanálu je postaveno několik desítek buddhistických staveb (zejména klášterů) různých buddhistických škol a tradic. Mimo jiné se zde nachází čínský, thajský, šrí lanský či myanmarský klášter, nepálský chrám či tibetský klášter tradice Sakja postavený v roce 1975. Za severním koncem vodního kanálu se nachází Muzeum Lumbiní a budova Lumbini International Research Institute. Těsně za nimi vede cesta, která spojuje Kapilavastu a město Bhairawa. Mezi cestou a severním koncem areálu jsou ještě umístěny hotely, dominantu této části Lumbiní tvoří Pagoda světového míru. V zahradách Lumbiní i jeho okolí se nalézá řada pozůstatků vihár a stúp, jejichž počátky sahají do 2. století př. n. l.–9. století.

## Historie

### Počáteční vývoj

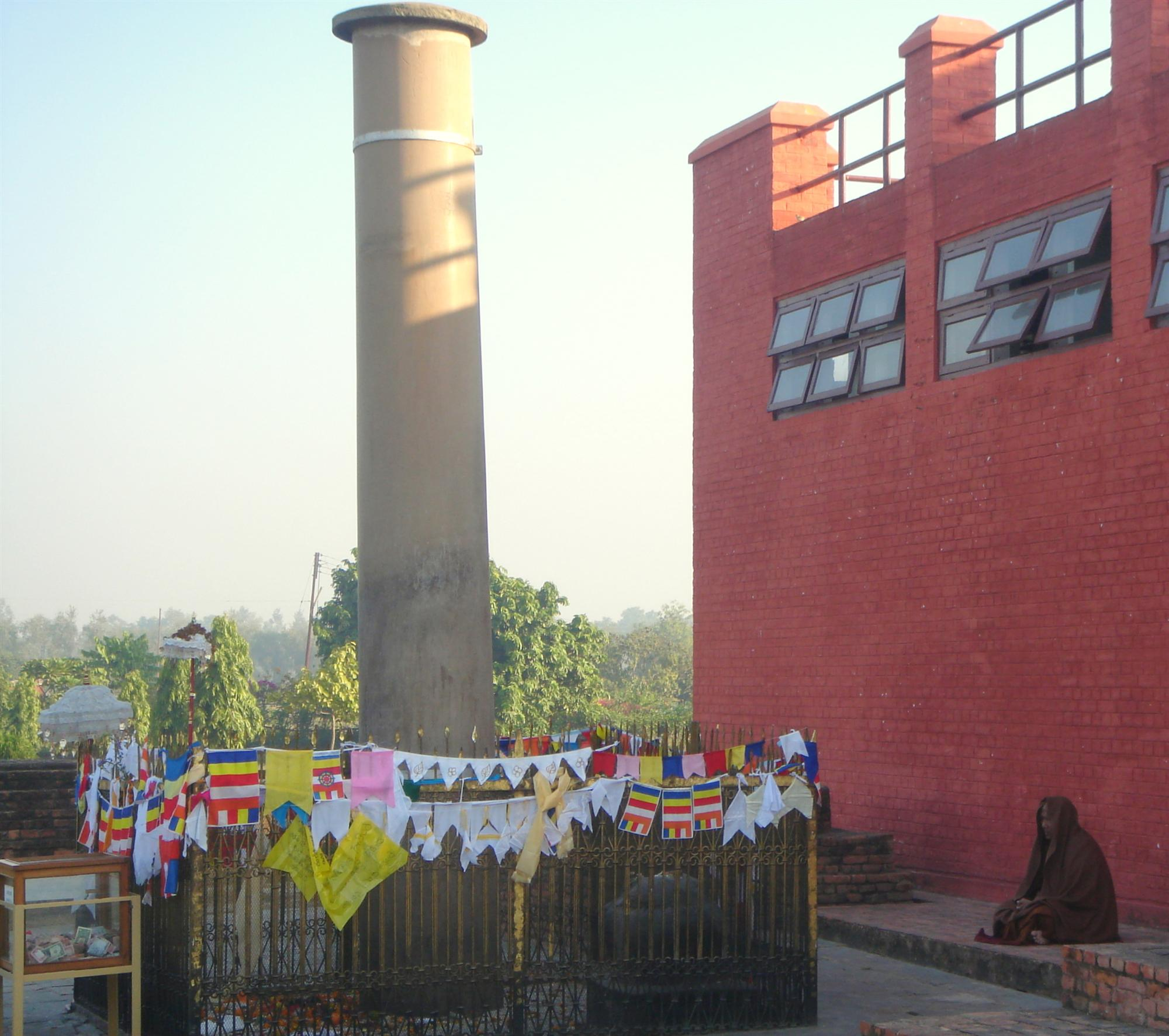
Ašókův sloup s dosud čitelným nápisem

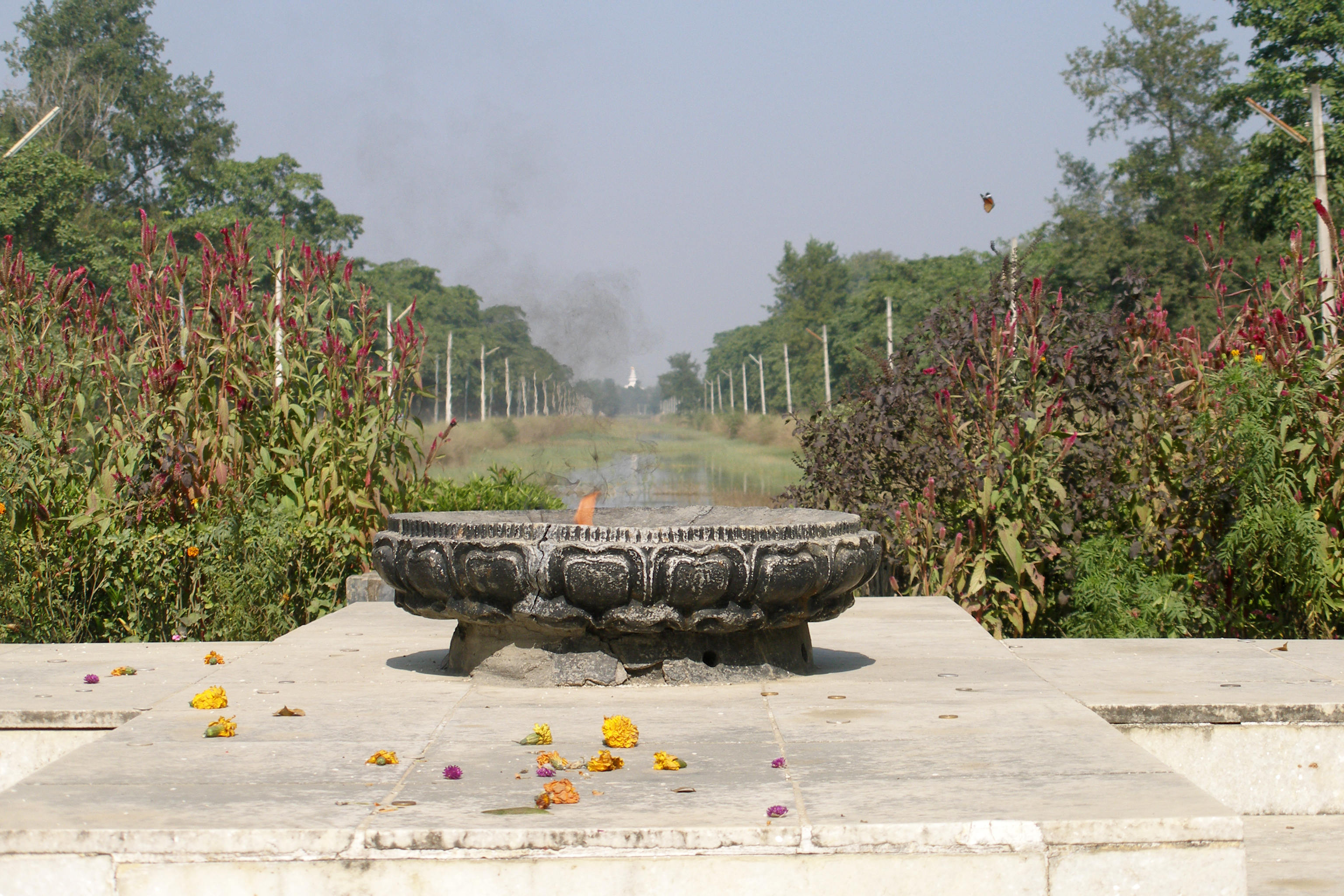
Věčný plamen míru, za nímž se nachází vodní kanál, v pozadí vyčnívá Pagoda světového míru

Poté, co se princ Siddhártha stal Buddhou a položil tak základ učení, které se dnes označuje jako buddhismus, začalo být místo jeho narození cílem poutí. Když v roce 249 př. n. l. Lumbiní navštívil jeden z nejvýznamnějších indických panovníků maurjovský král Ašóka, Lumbiní bylo prosperující vesnicí. Ašóka zde nechal vztyčit kamenný sloup s nápisem a sochou koně. V pozdější době do sloupu uhodil blesk a rozlomil jej na dvě části. Ašóka nechal v Lumbiní postavit i několik stúp. Někdy v pátém století místo navštívil čínský poutník Fa-sien, v jehož cestopise Zápisky o buddhistických zemích se dochovala následující zpráva:
| „         | Padesát li východně od města [Kapilavastu] je královský háj, jehož jméno je Lumbiní. Tady se královna koupala v rybníce, a když vystoupila na severním břehu z vody a udělala asi dvacet kroků, zvedla ruce, aby se chytila větví stromu, a tu obrácena tváří k východu porodila prince. Sotva se princ postavil na zem, udělal sám sedm krůčků. Posléze k němu přistoupili dva nágárdžové a umyli mu tělo. V místě, kde se tak stalo, byla později vykopána studně. Z ní, stejně jako z výše zmíněného rybníka, berou dnes většinou mniši vodu na pití. | “ |
| — Fa-sien | |   |

Dalším, kdo podává historické zprávy o Lumbiní, byl čínský poutník Süan-cang, který místo Buddhova narození navštívil v 7. století. Süan-cang se zmiňuje o Olejové řece, ve které se myla Mája, a zlomeném sloupu, u kterého tehdy stálo pět stúp. Čtyři měly stát v místech, kde během Buddhova narození stáli čtyři strážci světa. Pátá stúpa byla postavena v místě, kde podle tradice vzal Buddhu po jeho narození do náručí vládce Šakra. V dalších stoletích Lumbiní jakožto poutní místo začalo upadat a zdejší stavby počaly chátrat. Známé však zůstalo alespoň nejméně do roku 1312, kdy místo navštívil vládce Ripu Malla. Koncem 15. století se však Lumbiní stala součástí muslimské říše Mughalů, kteří zlikvidovali poslední zbytky buddhistických památek.

### Znovuobjevení a další vývoj

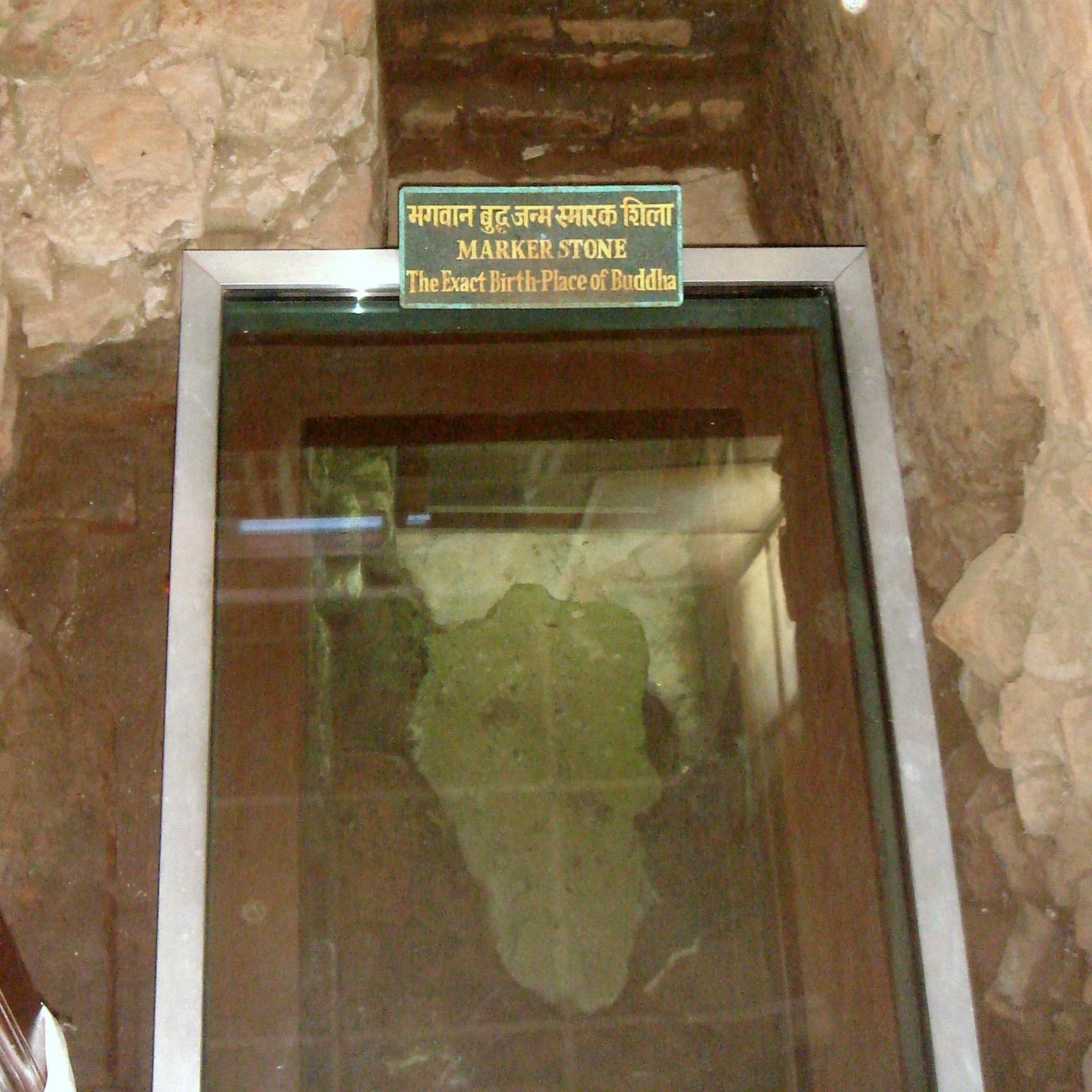
Kámen objevený v roce 1996, který označuje přesné místo Buddhova narození

Lumbiní bylo na dlouhou dobu zapomenuto a až v roce 1895 objevil německý archeolog Anton Fuehrer Ašókův sloup se základy buddhistického kláštera a několika stúp. V dalších letech v oblastech proběhlo několik archeologických průzkumů. Lumbiní však stále zůstávalo v pozadí zájmů poutníků. Když v roce 1956 nepálský král Mahéndra Lumbiní navštívil, rozhodl se ku příležitosti čtvrté světové buddhistické konference konané v Nepálu darovat 100 000 rupií na rozvoj Lumbiní.
Snaha učinit Lumbiní význačným poutním místem vyvrcholila v sedmdesátých letech 20. století, kdy došlo k předložení plánu, podle kterého mělo celé místo projít rozsáhlou přestavbou. Autorem plánované přestavby byl japonský architekt Kenzó Tange. Tange ve svém návrhu rozdělil Lumbiní do třech částí. V severní se nacházela vesnice s ubytovacími prostory pro návštěvníky i stálé obyvatele, restaurace apod.; střední část zahrnovala muzeum, budovu Lumbini International Research Institute („Mezinárodního výzkumného institutu Lumbiní“) a klášterní budovy; v nejjižnější části se nacházel posvátný háj zahrnující tři významné památky, totiž chrám královny Máji, posvátné jezírko a Ašókův sloup. Střední část byla dále rozdělena do dvou částí, z nichž jedna byla určena théravádové a druhá mahájánové tradici. Plán počítal s vytvořením vodních ploch a osázením zeleně v celém komplexu.
V roce 1978 Tangeho plán schválila nepálská vláda i Organizace spojených národů. První úpravy za vedení nepálské vlády zahrnovaly mimo jiné výsadbu stromů, dodávku proudu, archeologické průzkumy a renovaci zdejších památek. Náklady této části rekonstrukce Lumbiní se pohybovaly okolo 70 milionů rupií. V další fázi se přikročilo k realizaci Tangeho plánu, jehož dokončení se plánovalo na rok 1989. Avšak ani v roce 2005, kdy Tange zemřel, nebyly mnohé části dokončeny.
V únoru roku 1996 nepálský předseda vlády vyhlásil, že se našlo přesné místo Buddhova narození, které dnes označuje zasklený kámen. Téhož roku v prosinci Lumbiní navštívili experti z Mezinárodní rady pro památky a sídla a již o rok později, na 21. zasedání Výboru pro světové dědictví, bylo Lumbiní přijato mezi památky světového dědictví pod názvem „Lumbini, the Birthplace of the Lord Buddha“, což by se dalo přeložit jako „Lumbiní, místo narození pána Buddhy“. Jako kritéria byla zvolena iii a vi. Když v roce 2004 probíhal v Lumbiní světový buddhistický summit, jeho organizátoři se vyjádřili, že by si přáli udělat z Lumbiní poutní místo mezinárodního významu, které by navštěvovali buddhisté z celého světa.
V současné době je Lumbiní významným poutním místem, avšak jeho rozvoj je ještě pomalý. Důvodem je zejména stále špatná infrastruktura a tím i dostupnost místa, Lumbiní je navíc stále v přestavbě. Každoročně jej navštíví více než 500 000 návštěvníků. V Lumbiní bývá každý rok pořádán buddhistický festival Buddha džajanti („Buddhovy narozeniny“), který je oslavou narození Buddhy.